# Ожогино (городской округ Солнечногорск)
Ожогино — деревня в Московской области России. Входит в городской округ Солнечногорск. Население — 1062 чел. (2010).

## География
Деревня расположена на северо-западе Московской области, в северо-западной части округа, примерно в 5 км к западу от центра города Солнечногорска, на берегу впадающей в Истру реки Палишни. В 2 км восточнее проходит Пятницкое шоссе Р111.
В деревне две улицы — Весенняя и Лесная, приписано два садоводческих товарищества. Ближайшие населённые пункты — деревни Квашнино, Стрелино и Шапкино. Связана прямым автобусным сообщением с районным центром.

## История
В середине XIX века деревня Ожогино 1-го стана Клинского уезда Московской губернии принадлежала корнету Николаю Васильевичу Беклемишеву, в ней было 16 дворов, крестьян 60 душ мужского пола и 66 душ женского.
В «Списке населённых мест» 1862 года — владельческая деревня Клинского уезда по правую сторону Санкт-Петербурго-Московского шоссе, в 23 верстах от уездного города, при колодцах, с 17 дворами и 138 жителями (64 мужчины, 74 женщины).
По данным на 1899 год — деревня Солнечногорской волости Клинского уезда с 173 душами населения.
В 1913 году — 12 дворов и грохотоплетное заведение Старостиных.
По материалам Всесоюзной переписи населения 1926 года — деревня Стрелинского сельсовета Солнечногорской волости Клинского уезда в 1,6 км от Пятницкого шоссе и 6,4 км от станции Подсолнечная Октябрьской железной дороги, проживало 245 жителей (125 мужчин, 120 женщин), насчитывалось 56 хозяйств, среди которых 51 крестьянское.
С 1929 года — населённый пункт в составе Солнечногорского района Московского округа Московской области. Постановлением ЦИК и СНК от 23 июля 1930 года округа как административно-территориальные единицы были ликвидированы.
1929—1954 гг. — деревня (с 1939 года — центр) Субботинского сельсовета Солнечногорского района.
1954—1957, 1962—1963, 1965—1994 гг. — деревня Обуховского сельсовета Солнечногорского района.
1957—1960 гг. — деревня Обуховского сельсовета Химкинского района.
1960—1962 гг. — деревня Обуховского (до 30.09.1960) и Спас-Слободского сельсовета Солнечногорского района.
1963—1965 гг. — деревня Обуховского сельсовета Солнечногорского укрупнённого сельского района.
С 1994 до 2006 гг. деревня входила в Обуховский сельский округ Солнечногорского района.
С 2005 до 2019 гг. деревня включалась в Кривцовское сельское поселение Солнечногорского муниципального района.
С 2019 года деревня входит в городской округ Солнечногорск, в рамках администрации которого относится с территориальному управлению Кривцовское.

## Население
| 1852 | 1859 | 1890  | 1899 | 1926 | 1932 | 1966 |
| ---- | ---- | ----- | ---- | ---- | ---- | ---- |
| 126  | ↗138 | ↗191  | ↘173 | ↗245 | ↘227 | ↗265 |
| 1998 | 2002 | 2010  |      |      |      |      |
| ↘58  | ↘55  | ↗1062 |      |      |      |      |